# Pierino Gabetti
Pierino Gabetti (Sestri Ponente, 22 maggio 1904 – Genova, 28 febbraio 1971) è stato un sollevatore italiano, campione olimpico nel sollevamento pesi ai Giochi di  Parigi 1924 e medaglia d'argento ad Amsterdam 1928.

## Carriera
Ai Giochi olimpici, dopo le due edizioni in cui andò a medaglia, partecipò anche a Los Angeles 1932, dove fu 4º nei pesi leggeri. Fu, inoltre, sette volte campione italiano di categoria.
Realizzò, inoltre, due record mondiali nella prova di strappo della categoria pesi piuma.
Dopo l'attività agonistica ricoprì anche il ruolo di commissario tecnico della nazionale italiana di sollevamento pesi.

## Palmarès
| Anno | Manifestazione                      | Sede      | Evento     | Risultato |
| ---- | ----------------------------------- | --------- | ---------- | --------- |
| 1924 | Giochi olimpici - Sollevamento pesi | Parigi    | Pesi piuma | Oro       |
| 1928 | Giochi olimpici - Sollevamento pesi | Amsterdam | Pesi piuma | Argento   |